# Sparta in het seizoen 1958/59
Het seizoen 1958/1959 was het vijfde jaar in het bestaan van de Rotterdamse betaaldvoetbalclub Sparta. De club kwam uit in de Eredivisie en werd na 34 wedstrijden landskampioen van Nederland. Hiermee plaatsten zij zich voor de voorronde van de Europacup I het komende seizoen. Ook nam het deel aan het toernooi om de KNVB beker, hierin werd in de halve finale, na verlenging, met 2–1 verloren van ADO.

## Wedstrijdstatistieken

### Eredivisie
|       | ADO   | Ajax  | Blauw-Wit | DOS   | DWS/A | Elinkwijk | Sportclub Enschede | Feijenoord | Fortuna '54 | MVV   | NAC   | NOAD  | PSV   | Rapid JC | SHS   | VVV   | Willem II |
| ----- | ----- | ----- | --------- | ----- | ----- | --------- | ------------------ | ---------- | ----------- | ----- | ----- | ----- | ----- | -------- | ----- | ----- | --------- |
| Thuis | 4 – 1 | 4 – 2 | 2 – 1     | 1 – 1 | 2 – 2 | 3 – 0     | 3 – 1              | 2 – 2      | 1 – 1       | 3 – 0 | 1 – 0 | 4 – 0 | 4 – 1 | 0 – 0    | 6 – 1 | 2 – 1 | 3 – 0     |
| Uit   | 1 – 6 | 1 – 1 | 1 – 1     | 0 – 3 | 0 – 4 | 0 – 0     | 0 – 2              | 0 – 3      | 3 – 1       | 2 – 0 | 0 – 3 | 0 – 4 | 4 – 2 | 0 – 0    | 1 – 5 | 3 – 3 | 0 – 0     |

### KNVB Beker
| 1e ronde                                        | Sparta                                                                                           | 6 – 1 (4 – 1)                      | De Musschen                    |
| 1 januari 1959 Plaats: Rotterdam Het Kasteel    | Bep Zaal 6' Joop Daniëls 10' Joop van Linstee 40', –' Peet Geel Tinus Bosselaar                  |                                    | 20' Nelis Bajema               |
| 2e ronde                                        | Sparta                                                                                           | 1 – 0 Na verlenging                | Excelsior                      |
| 30 april 1959 Plaats: Rotterdam Het Kasteel     | Joop Daniëls 91'                                                                                 |                                    |                                |
| 3e ronde                                        | Sparta                                                                                           | 6 – 0 (2 – 0)                      | Celeritudo                     |
| 16 mei 1959 Plaats: Rotterdam Het Kasteel       | Wim van der Gijp –', –' Joop Daniëls –', –', –' Joop van Linstee                                 |                                    |                                |
| 4e ronde                                        | Sparta                                                                                           | 7 – 3 (3 – 3)                      | Volendam                       |
| 28 mei 1959 Plaats: Rotterdam Het Kasteel       | Wim van der Gijp 10', –' Tinus Bosselaar Joop Daniëls –', –' Tonny van Ede 55' Piet de Vries 60' |                                    | 7', 32' Dick Tol 28' Jaap Smit |
| Kwartfinale                                     | Sparta                                                                                           | 3 – 0 (1 – 0)                      | Sparta                         |
| 4 juni 1959 Plaats: Rotterdam Het Kasteel       | Tonny van Ede 36', 56' Piet de Vries 88'                                                         |                                    |                                |
| Halve finale                                    | ADO                                                                                              | 2 – 1 (1 – 1, 1 – 1) Na verlenging | Sparta                         |
| 10 juni 1959 Plaats: Den Haag Zuiderparkstadion | Roel Timmer 21' Lex Rijnvis 116'                                                                 |                                    | 25' Piet de Vries              |

## Statistieken Sparta 1958/1959

### Eindstand Sparta in de Nederlandse Eredivisie 1958 / 1959
| Stand | Gespeeld | Gewonnen | Gelijk | Verloren | Punten | Doelpunten voor | Doelpunten tegen |
| ----- | -------- | -------- | ------ | -------- | ------ | --------------- | ---------------- |
| 1e    | 34       | 20       | 11     | 3        | 51     | 83              | 30               |

### Topscorers
| #                    | Naam             | Goal |
| -------------------- | ---------------- | ---- |
| 1.                   | Joop Daniëls     | 23   |
| 2.                   | Tonny van Ede    | 19   |
| 3.                   | Tinus Bosselaar  | 10   |
| 3.                   | Piet de Vries    | 10   |
| 5.                   | Wim van der Gijp | 9    |
| 6.                   | Ad Verhoeven     | 5    |
| 7.                   | Peet Geel        | 3    |
| 8.                   | Hans de Koning   | 1    |
| 8.                   | Joop Schop       | 1    |
| Onbekende doelpunten |                  |      |
| –                    | Onbekend         | 2    |
| Totaal               | Totaal           | 83   |

| #      | Naam             | Goal |
| ------ | ---------------- | ---- |
| 1.     | Joop Daniëls     | 7    |
| 2.     | Wim van der Gijp | 4    |
| 3.     | Tonny van Ede    | 3    |
| 3.     | Joop van Linstee | 3    |
| 3.     | Piet de Vries    | 3    |
| 6.     | Tinus Bosselaar  | 2    |
| 7.     | Peet Geel        | 1    |
| 7.     | Bep Zaal         | 1    |
| Totaal | Totaal           | 24   |

## Voetnoten
ADO ·
Ajax ·
Blauw-Wit ·
DOS ·
DWS/A ·
Elinkwijk ·
Sportclub Enschede ·
Feijenoord ·
Fortuna '54 ·
MVV ·
NAC ·
NOAD ·
PSV ·
Rapid JC ·
SHS ·
Sparta ·
VVV ·
Willem II